# جانيت هوبير
جانيت هوبير (بالإنجليزية: Janet Hubert)‏ هي ممثلة أمريكية، ولدت في 13 يناير 1956 بشيكاغو في الولايات المتحدة.

## أعمال

### مسلسلات
- بنات غيلمور

## وصلات خارجية
- جانيت هوبير على موقع IMDb (الإنجليزية)
- جانيت هوبير على موقع ألو سيني (الفرنسية)
- جانيت هوبير على موقع ميوزك برينز (الإنجليزية)
- جانيت هوبير على موقع أول موفي (الإنجليزية)
- جانيت هوبير على موقع قاعدة بيانات برودواي على الإنترنت (الإنجليزية)
- جانيت هوبير على موقع ديسكوغز (الإنجليزية)
- جانيت هوبير على موقع قاعدة بيانات الفيلم (الإنجليزية)
- جانيت هوبير على موقع كينوبويسك (الروسية)